# كيت أوتول
كيت أوتول (بالإنجليزية: Kate O'Toole)‏ هي ممثلة بريطانية، ولدت في 26 فبراير 1960 بستراتفورد في المملكة المتحدة.

## وصلات خارجية
- كيت أوتول على موقع IMDb (الإنجليزية)
- كيت أوتول على موقع ألو سيني (الفرنسية)
- كيت أوتول على موقع أول موفي (الإنجليزية)
- كيت أوتول على موقع قاعدة بيانات الأفلام السويدية (السويدية)
- كيت أوتول على موقع قاعدة بيانات الفيلم (الإنجليزية)
- كيت أوتول على موقع كينوبويسك (الروسية)